# Lleó Focas el Vell
Lleó Focas en grec medieval Λέων Φωκᾶς, va ser un general de l'Imperi Romà d'Orient i Domèstic de les escoles a l'inici del segle x. Formava part de la família Focas.
Lleó Focas era fill de Nicèfor Focas el Vell, un eminent militar a les ordres de l'emperador Basili I el Macedoni. El 917, un gran exèrcit romà comandat per Lleó Focas va envair Bulgària, mentre que una flota romana comandada per Romà Lecapè es dirigia als ports búlgars del Mar Negre. Durant la seva marxa cap a Messèmbria (Nessèbar), on se'ls unirien els reforços que portava l'armada, els homes de Focas es van aturar per descansar a la vora del riu Aspropòtam, a la rodalia d'Anquíal (Pomorie). Conegut això per Simeó, va atacar els soldats romans d'Orient quan estaven descansant, i va destrossar completament els exèrcits imperials a la batalla de l'Aqueloos quan es va enfrontar a l'exèrcit de Simeó I el Gran.
Com a resultat d'això, Simeó va poder comptar amb el suport dels líders petxenegs i va iniciar una gran ofensiva contra les possessions romanes a Europa. Mentrestant, els búlgars es van llançar en persecució del que quedava de l'exèrcit romà, que s'havia agrupat sota Lleó Focas a la població de Katasyrtai, al costat de Constantinoble. Allà, els búlgars van derrotar novament als romans d'Orient en la batalla de Katasyrtai, la qual cosa deixava lliure el camí a Constantinoble però una sèrie d'atacs serbis des de l'oest, va obligar les forces de Simeó a replegar-se, fet que va permetre als romans d'Orient de guanyar un temps preciós per organitzar les seves defenses.
Llavors va conspirar per derrocar del tron el jove emperador Constantí VII, però va ser derrotat per l'almirall Romà Lecapè, que primer es va convertir en tutor, i més endavant tarde en sogre de l'emperador Constantí. Quan Lecapè va prendre el control de l'imperi, Lleó Focas va dirigir una nova rebel·lió que també va fracassar, va ser capturat i li van treure els ulls.